# Покориться весне
Покориться Весне — альбом группы «Калинов Мост», записанный 14 апреля 1994 года.
Диск был записан переформированным составом на акустическом концерте в клубе «VOX» (Москва, Чертаново). К этому времени у группы не было базы и материала, практически без репетиций было сыграно три концерта (один в Бийске, и два в Москве: на улице Радио и в «Воксе», попавший на запись).
На вкладке альбома Дмитрий делится своим настроением в это время: «И возможно, от этого такое благостное и светлое настроение, царившее на концертах». Однако, дальше концертов дело не пошло, материал не был записан в студии.

## Список композиций
Автор песен: Дмитрий Ревякин, кроме отмеченного
1. Моя песня
2. Девочка летом (музыка: Джей Джей Кейл, слова: Дмитрий Ревякин)
3. Покориться весне
4. Пойдём со мной
5. Девка красная
6. Вернулся (Мозоли рун)
7. Оставлю дом
8. Колесо
9. Тропы в Китай (музыка: Виктор Чаплыгин, слова: Дмитрий Ревякин)
10. Интухэ (Точить заступ)
11. Увидеть в одном
12. Уходили из дома
13. Сберегла
14. В устье Лены
15. Улетай
16. Сентябрь
17. Так и надо
18. Не скучай

## Музыканты
- Дмитрий Ревякин — вокал, акустическая гитара
- Олег Татаренко — бас-гитара
- Василий Смоленцев — гитара
- Герман Шабанов — перкуссия

## Отзывы
Екатерина Борисова на страницах журнала «Fuzz» оценила альбом невысоко: по её мнению, «„Покориться Весне“ расслаблен, вял и глух».